# 22 Pułk Czołgów

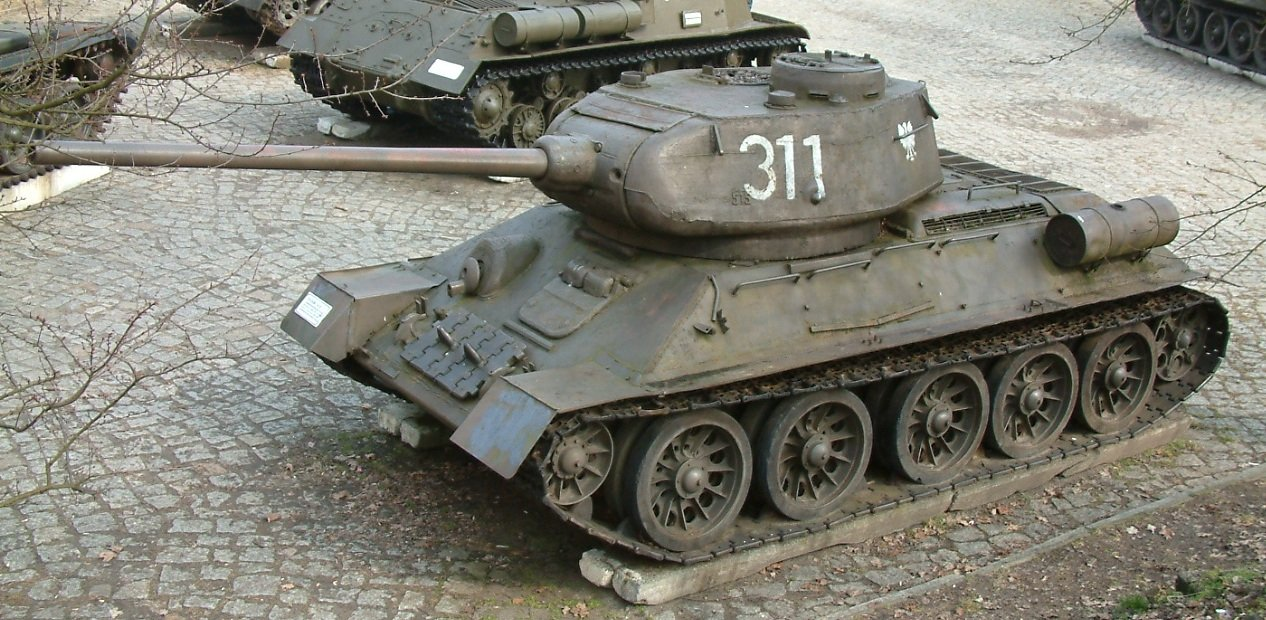
Czołg podstawowy pułku – T-34/85

22 Drezdeński pułk czołgów – oddział wojsk pancernych ludowego Wojska Polskiego.

## Formowanie i zmiany organizacyjne
Sformowany wiosną 1951 jako 22 samodzielny pułk czołgów na podstawie „Planu zamierzeń organizacyjnych na lata 1951–1952”. Stacjonował w Żaganiu.
Na podstawie rozkazu Nr 058/Org. Ministra Obrony Narodowej 2 listopada 1954 pułk podporządkowano dowódcy 4 Pomorskiej Dywizji Piechoty i przeformowano na etat Nr 1/115. Otrzymał on nową nazwę – 22 pułk czołgów i artylerii pancernej.
W 1957 pułk został podporządkowany dowódcy 5 Dywizji Pancernej. W kwietniu 1963 wszedł w struktury 11 Dywizji Pancernej.
Zgodnie z rozkaz nr 07/MON z 04.05.1967 w sprawie przekazania jednostkom wojskowym historycznych nazw i numerów oddziałów frontowych oraz ustanowienia dorocznych świąt jednostek, Dz. Roz. Tjn. MON Nr 5, poz. 21, pułk przyjął tradycje 3 Drezdeńskiej Brygady Pancernej i zmienił nazwę na 3 Drezdeński pułk czołgów średnich.

## Struktura organizacyjna
- dowództwo i sztab
- sześć kompanii czołgów średnich
- batalion artylerii pancernej
  - dwie kompanie dział pancernych
- kompanię technicznego zaopatrzenia
- plutony: łączności i saperów.

Uzbrojenie pułku stanowiły: 63 czołgi średnie T-34/85 i 18 dział pancernych.
W grudniu 1952 zmieniono etat. W pułku zmniejszono liczbę kompanii czołgów średnich do trzech i jednej kompanii dział pancernych. Ogólna liczba podstawowego sprzętu bojowego wynosiła wtedy 30 czołgów i 5 dział pancernych.

## Dowódcy pułku
- mjr Kłosowski
- mjr Zdzisław Stanclik (był w 1956)[3]